# PlantUML

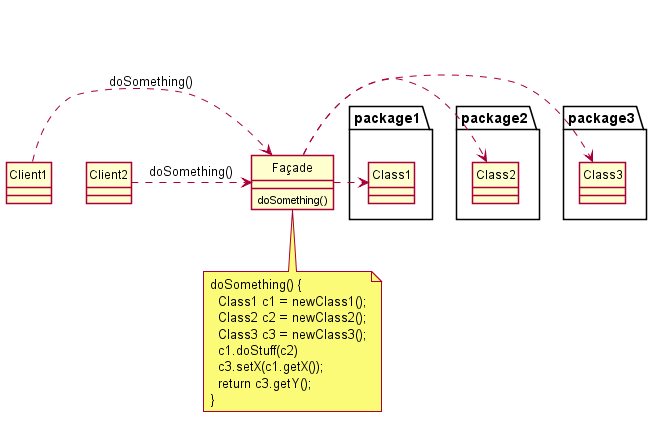

PlantUML은 PlantUML의 사용자가 플레인 텍스트 언어로부터 UML 다이어그램을 만들 수 있게 하는 오픈 소스 도구이다. PlantUML의 언어는 도메인 특화 언어의 한 예이다. Graphviz 소프트웨어를 사용하여 다이어그램을 배치시킨다. 시각 장애가 있는 학생들이 UML과 함께 작업할 수 있게 하고 있다. 또, PlantUML은 시각 장애 소프트웨어 엔지니어들의 UML 다이어그램의 설계 및 읽기를 지원한다.

## 같이 보기
- AsciiDoc